# هانس هانسن (ورزشکار)
هانس هانسن (انگلیسی: Hans Hansen; ۱ ژوئن ۱۹۱۵ – ۱۷ ژوئیهٔ ۲۰۰۵) قایقران روئینگ اهل نروژ بود.